# Pedro Soares
Pedro Augusto Ferreira Soares, noto semplicemente come Pedro Soraes (Penafiel, 30 marzo 1999), è un calciatore portoghese, attaccante del Salgueiros.

## Caratteristiche tecniche
È un centravanti.

## Carriera
Cresciuto nel settore giovanile del Penafiel, ha giocato in seguito nelle giovanili di Palmeiras FC, Braga e Leixões prima di venire ceduto in prestito al Benfica, dove ha disputato la stagione 2018-2019 con la squadra B.
Acquistato nel 2019 dal Desp. Aves, l'11 giugno 2020 ha debuttato fra i professionisti disputando l'incontro di Primeira Liga perso 2-0 contro il Tondela.